# Джон Руїз
Джон Руїз (англ. John Ruiz; 4 січня 1972) — американський професійний боксер, чемпіон світу за версією WBA (2001—2003, 2004—2005) у важкій вазі.

## Аматорська кар'єра
На чемпіонаті світу 1991 програв у чвертьфіналі Андрію Курнявка (СРСР).

## Професіональна кар'єра
Дебютував на професійному рингу 1992 року. Після чотирнадцяти перемог поспіль 12 серпня 1993 року зазнав першої поразки розділеним рішенням від до того непереможного Сергія Кобозєва (Росія).
4 серпня 1994 року зустрівся в бою за вакантний пояс чемпіона IBO у важкій вазі з Данеллом Ніколсоном і зазнав другої поразки розділеним рішенням.
15 березня 1996 року програв нокаутом в першому раунді Девіду Туа (Самоа). Після цього здобув 11 перемог поспіль, завоювавши 14 січня 1997 року вакантний титул чемпіона NABF у важкій вазі, а 19 вересня 1998 року — вакантний титул чемпіона WBA–NABA. Серед переможених за цей час був ексчемпіон світу IBF у важкій вазі Тоні Такер.

### Руїз проти Холіфілда
12 серпня 2000 року зустрівся в бою за вакантний пояс чемпіона світу WBA у важкій вазі з Евандером Холіфілдом і зазнав поразки одностайним рішенням суддів. Але рішення суддів було піддано сумніву з боку вболівальників та фахівців, і WBA наказала провести негайний реванш. 3 березня 2001 року боксери зустрілися вдруге, і цього разу перемогу одностайним рішенням святкував Руїз. Але й це рішення було суперечливим. 15 грудня 2001 року суперники зустрілися втретє. Поєдинок завершився спірною нічиєю, титул залишився за Руїзом.
В другому захисті титулу 27 липня 2002 року здобув перемогу з дискваліфікацією за повторні удари нижче пояса проти канадця Кірка Джонсона. 1 березня 2003 року втратив титул, програвши одностайним рішенням Рою Джонсу.
В наступному поєдинку 13 грудня 2003 року в бою проти Хасіма Рахмана завоював титул «тимчасового» чемпіона WBA у важкій вазі. 24 лютого 2004 року Джонс оголосив, що він повернеться до змагань у напівважкій вазі, WBA зняла з Руїса тимчасовий статус, і він став офіційним дворазовим чемпіоном WBA у важкій вазі.
Здобувши дві перемоги над Фресом Окендо та Анджеєм Голотою, 30 квітня 2005 року проводив захист проти Джеймса Тоні і зазнав поразки одностайним рішенням. Однак після того, як Тоні провалив допінг-тест на наркотики, бій був визнаний таким, що не відбувся, і титул чемпіона залишився у Руїза.
17 грудня 2005 року втратив титул чемпіона світу в бою проти росіянина Миколи Валуєва.
Після поразки від Валуєва Руїз 18 листопада 2006 року бився за право знов вийти на бій проти чемпіона світу WBA з перспективним і непереможним до того суперником Русланом Чагаєвим з Узбекистану і програв розділеним рішенням.
30 серпня 2008 року в бою за вакантний титул чемпіона світу за версією WBA у важкій вазі вдруге зустрівся з Миколою Валуєвим і програв одностайним рішенням.
3 квітня 2010 року в бою за титул чемпіона світу за версією WBA у важкій вазі зустрівся з Девідом Хеєм і програв технічним нокаутом, після чого завершив кар'єру..